# Пфаррверфен
Пфаррверфен (нем. Pfarrwerfen) — коммуна (нем. Gemeinde) в Австрии, в федеральной земле Зальцбург. 
Входит в состав округа Санкт-Йохан-Понгау.  Площадь общины составляет 37,98 км², население — 2511 человек (1 января 2021), плотность населения — 64 чел./км². Официальный код  —  50 416.
В Пфаррверфене в 1969 году родилась двукратная олимпийская чемпионка по горнолыжному спорту Петра Кронбергер.

## Население
| Год  | Численность |
| ---- | ----------- |
| 1869 | 1109        |
| 1889 | 1199        |
| 1890 | 1214        |
| 1900 | 1246        |
| 1910 | 1274        |
| 1923 | 1373        |
| 1934 | 1483        |
| 1939 | 1533        |
| 1951 | 1548        |
| 1961 | 1646        |
| 1971 | 1880        |
| 1981 | 1942        |
| 1991 | 2040        |
| 2001 | 2174        |
| 2011 | 2221        |
| 2021 | 2511        |

## Политическая ситуация
Бургомистр коммуны — Зимон Ильмер (АНП) по результатам выборов 2004 года.
Совет представителей коммуны (нем. Gemeinderat) состоит из 17 мест.
- АНП занимает 11 мест.
- СДПА занимает 6 мест.